# Eevansaari (ö i Norra Österbotten)
Eevansaari är en ö i Finland. Den ligger i sjön Kouvanjärvi och i kommunen Pudasjärvi i den ekonomiska regionen  Oulunkaari  och landskapet Norra Österbotten, i den norra delen av landet, 600 km norr om huvudstaden Helsingfors. Öns area är 11,8 hektar och dess största längd är 0,7 kilometer i nord-sydlig riktning.